# Mazax kaspari
Mazax kaspari är en spindelart som beskrevs av James Cokendolpher 1978. Mazax kaspari ingår i släktet Mazax och familjen flinkspindlar. Inga underarter finns listade i Catalogue of Life.